# Mongolicosa glupovi
Mongolicosa glupovi Marusik, Azarkina & Koponen, 2004 è un ragno appartenente alla famiglia Lycosidae.

## Etimologia
Il nome del genere deriva dalla nazione di rinvenimento della maggior parte degli esemplari: la Mongolia, seguita dal suffisso -cosa, che è tipico di gran parte dei generi delle Lycosidae.
Il nome proprio della specie è in onore del raccoglitore di alcuni paratipi: Viktor Glupov di Novosibirsk, che organizzò la spedizione aracnologica del 1999 sui Monti Altai.

## Caratteristiche
L'olotipo maschile rinvenuto ha lunghezza totale è di 6,00-7,00 mm; la lunghezza del cefalotorace è di 3,40-3,50 mm, e la larghezza è di 2,65-2,75 mm.
I paratipi femminili rinvenuti hanno lunghezza totale è di 7,50-9,20 mm; la lunghezza del cefalotorace è di 3,50-3,75 mm, e la larghezza è di 2,80-3,10 mm.

## Distribuzione
La specie è stata reperita nella Russia centrale: in varie località dei Monti Altai (sul massiccio Sajljungem, a 2600-2800 metri di altitudine; sul Monte Čërnaja, a 2600-3000 metri di altitudine; e sui monti di Čichačëv, nella tundra a 2500-2800 metri di altitudine). Nella repubblica di Tuva, 30-35 chilometri a sudovest di Mugur-Aksy, a 3100-330 metri di altitudine. Infine nella repubblica della Chakassia occidentale, sulla catena montuosa dei monti dell'Abakan, 60 chilometri ad ovestnordovest di Taštyp, a 1400-1800 metri di altitudine.

## Tassonomia
È la specie tipo del genere.
Al 2017 non sono note sottospecie e dal 2011 non sono stati esaminati nuovi esemplari.